# Jefferson Davis
Jefferson Finis Davis (Fairview, Kentucky; 3 de junio de 1808-Nueva Orleans; 6 de diciembre de 1889) fue un político estadounidense que sirvió como el único presidente de los estados confederados desde 1861 hasta 1865. Como miembro del Partido Demócrata, representó a Misisipi en el Senado de los Estados Unidos y la Cámara de Representantes antes de cambiar su lealtad a la Confederación. Fue designado como el Secretario de Guerra de los Estados Unidos, sirviendo desde 1853 hasta 1857, bajo el presidente Franklin Pierce.
Davis nació en Fairview (Kentucky), en una familia de agricultores moderadamente prósperos, el más joven de diez hermanos. Creció en el condado de Wilkinson, Misisipi, y también vivió en Luisiana. Su hermano mayor, Joseph Emory Davis, se aseguró el nombramiento del joven Davis en la Academia Militar de los Estados Unidos. Después de graduarse, Jefferson Davis sirvió seis años como teniente en el ejército de los Estados Unidos. Luchó en la Intervención estadounidense en México (1846-1848), como el coronel de un regimiento voluntario. Antes de la guerra civil estadounidense, operó una gran plantación de algodón en Misisipi, que su hermano Joseph le dio, y poseía hasta 113 esclavos. Aunque Davis argumentó contra la secesión en 1858, creía que los estados tenían un derecho incuestionable a abandonar la Unión.
Davis se casó con Sarah Knox Taylor, quien murió de malaria después de tres meses de matrimonio, y también tuvo problemas con brotes recurrentes de la enfermedad. No estuvo sano durante gran parte de su vida. A la edad de 36 años, Davis se casó de nuevo con Varina Howell, de 18 años, oriunda de Natchez, Misisipi, que se había educado en Filadelfia y tenía algunos lazos familiares en el norte. Tuvieron seis hijos. Solo dos lo sobrevivieron, y solo uno se casó y tuvo hijos.
Muchos historiadores atribuyen algunas de las debilidades de la Confederación al liderazgo pobre de Davis. Su preocupación por los detalles, la renuencia a delegar responsabilidades, la falta de atractivo popular, peleas con poderosos gobernadores y generales estatales, favoritismos hacia viejos amigos, incapacidad de llevarse bien con personas que no estaban de acuerdo con él, descuido de asuntos civiles en favor de militares, y la resistencia a la opinión pública todo funcionó en su contra. Los historiadores coinciden en que era un líder de guerra mucho menos efectivo que su homólogo de la Unión, el presidente Abraham Lincoln. Después de que Davis fue capturado en 1865, fue acusado de traición y encarcelado en Fort Monroe. Nunca fue juzgado y fue liberado después de dos años.  Davis escribió una memoria titulada El ascenso y la caída del gobierno confederado, que completó en 1881. A fines de la década de 1880, comenzó a alentar la reconciliación, diciendo a los sureños que fueran leales a la Unión. Los ex confederados llegaron a apreciar su papel en la guerra, viéndolo como un patriota del sur. Se convirtió en un héroe entre las personas que reivindican a la confederación en el sur después de la era posterior de la Reconstrucción.

## Biografía
Comenzó su carrera militar en la prestigiosa academia militar de West Point. Se casó con la hija de Zachary Taylor (presidente de los Estados Unidos desde 1849 a 1850).
Antes de la guerra, desempeña servicios en la legislatura de Misisipi, y en ambas cámaras del Congreso. Luchó en la invasión de México con un regimiento voluntario, además de participar en varias campañas contra los nativos. Desempeñó después la secretaría de la guerra en el gabinete de Franklin Pierce. Antes y después de su término en la administración de Pierce, él representó al estado de Misisipi en el Senado de Estados Unidos.
El 9 de febrero de 1861 fue elegido presidente de los recién creados Estados Confederados de América, estableciéndose en la capital, Richmond, en mayo del mismo año. Organizó el ejército confederado, que dio comienzo a la guerra de Secesión al atacar Fort Sumter en abril de 1861.
Aunque la suerte de las armas favoreció en los primeros años de la guerra (1861-1863) a los confederados o sureños, destacando su éxito en las dos batallas de Bull Run (julio de 1861 y agosto de 1862), las tornas cambiaron tras el fracaso de la invasión sureña de los territorios del norte: el fracaso en la batalla de Gettysburg (julio de 1863) marcó el punto de inflexión en la guerra.
El 2 de abril de 1865 Davis se vio forzado a abandonar Richmond para trasladarse a Danville. Tras la capitulación del general Robert E. Lee en Appomattox, Davis trató de huir del territorio estadounidense, pero fue capturado en Irwinville el 10 de mayo de 1865; se le puso en libertad el 13 de mayo de 1867 y se trasladó a Canadá. Finalmente, pudo regresar a los Estados Unidos en 1869 y se dedicó a actividades privadas hasta su fallecimiento en 1889.
La ciudadanía estadounidense de Robert E. Lee fue restaurada póstumamente en 1975. Davis había sido específicamente excluido de las resoluciones anteriores que restablecían los derechos de otros funcionarios confederados, y surgió un movimiento para restaurar también la ciudadanía de Davis. Esto se logró con la aprobación de la Resolución Conjunta 16 del Senado el 17 de octubre de 1978. Al firmar la ley, el presidente Jimmy Carter se refirió a esto como el último acto de reconciliación en la guerra civil estadounidense.

## Infancia y juventud

### Nacimiento y origen familiar
Jefferson Finis Davis nació en la casa familiar en Fairview (condado de Christian, Kentucky) el 3 de junio de 1808, si bien él mismo afirmaba a veces que había nacido el año anterior. Ya adulto, dejó usar el nombre compuesto o se limitó a utilizar la segunda parte como simple inicial. Davis fue el benjamín de los diez hijos de Jane Cook y Samuel Emory Davis; el mayor, Joseph Emory Davis era veintitrés años mayor que él. Se lo bautizó con el nombre de Jefferson en honor al presidente estadounidense de entonces, Thomas Jefferson, a quien admiraba su padre. A comienzos del siglo XX, se creó un monumento histórico, el Jefferson Davis State Historic Site, cerca del lugar de nacimiento de Davis. Abraham Lincoln, su futuro rival en la guerra de Secesión, nació apenas ocho meses después en Hodgenville, unos ciento cincuenta kilómetros al noreste de Fairview.
Los abuelos paternos de Davis habían nacido en la región de Snowdonia, en el Gales septentrional y habían emigrado por separado a Norteamérica a principios del siglo XVIII. La familia materna era de ascendencia inglesa. El abuelo paterno, Evan, había desembarcado en Filadelfia y luego se instaló en la colonia de Georgia, que por entonces ocupaba la zona costera del futuro estado. Se casó con la viuda Lydia Emory Williams, que ya tenía dos hijos de su anterior matrimonio, y tuvo con ella un tercero, Samuel Emory Davis, en 1756. Este se alistó en el Ejército Continental durante la guerra de Independencia de los Estados Unidos con sus dos hermanos. Una vez acabada la guerra, en 1783, se casó con Jane Cook, que había nacido en 1759 en lo que luego fue el condado de Christian (Kentucky) y era hija de William Cook y Sarah Simpson. En 1793, la familia se trasladó a Kentucky y creó un pueblo llamado Davisburg en la frontera entre los condados de Christian y Todd, que luego cambió de nombre para pasar a denominarse Fairview.

### Infancia
La familia se mudó en dos ocasiones durante la infancia de Davis: en 1811 a la parroquia de St. Mary en Luisiana, y menos de un año después al condado de Wilkinson (Misisipi). Tres de los hermanos de Davis combatieron en la guerra anglo-estadounidense de 1812. En 1813, Davis empezó a asistir a la Academia de Wilkinson en la pequeña ciudad de Woodville, situada cerca de la plantación familiar. Su hermano Joseph asumió la figura paterna con él y lo animó a estudiar. Dos años después, pasó a la escuela católica de Santo Tomás en St. Rose Priory, un colegio dominico del condado de Washington (Kentucky) en el que era el único alumno protestante. Davis volvió a Misisipi en 1818e ingresó en el Jefferson College en Washington. Regresó luego a Kentucky en 1821, a estudiar en la Universidad de Transylvania en Lexington, que era, como otras instituciones de la época, centros de enseñanza secundaria. Su padre falleció el 4 de julio de 1824, cuando Jefferson tenía dieciséis años.

### Comienzos en la carrera militar
Joseph hizo que Davis ingresase en la Academia Militar de los Estados Unidos (West Point) a finales de 1824. Davis fue arrestado por participar en el «motín del ponche» de las Navidades de 1826: algunos cadetes llevaron whisky a escondidas a la academia para hacer ponche y se desataron desórdenes debidos a la consiguiente borrachera en la que participaron un tercio de los alumnos. Davis se graduó en junio de 1828, el vigesimotercero de su promoción de treinta y tres alumnos.
Tras la graduación y siendo ya segundo teniente, se lo asignó al 1.er Regimiento de Infantería  destinado en el fuerte Crawford, Prairie du Chien, en el Territorio de Míchigan. Zachary Taylor, futuro presidente de los Estados Unidos, estaba al mando del fuerte desde hacía poco; Davis llegó allí a principios de 1829. Volvió a Misisipí en marzo de 1832, con su primer permiso. Se hallaba aún allí cuando estalló la guerra de Halcón Negro y volvió a fuerte en agosto. Cuando terminó la contienda el coronel Taylor le encargó la custodia del cabecilla Halcón Negro, que fue enviado a prisión. Davis trató de evitar al jefe las molesta atención de los curiosos y este en su autobiografía afirma que Davis lo trató con gran amabilidad y consideración.

## Primer matrimonio
Davis y Sarah Knox Taylor, hija de Zachary Taylor, se enamoraron y solicitaron el permiso de este para casarse. Taylor se negó a concederlo, pues no deseaba que su hija sufriese las penalidades inherentes   a la vida de las esposas de los militares destinados en los puestos fronterizos. La experiencia de Davis en el Ejército le hizo apreciar las razones de Taylor y consultó con su hermano Joseph sobre la conveniencia de abandonar las Fuerzas Armadas. Davis dudaba, pero su deseo de casarse con Sarah finalmente le hizo decidirse; renunció a su puesto por carta el 20 de abril de 1835. Sin embargo, no avisó a su futuro suegro de su intención de abandonar el Ejército. Finalmente desposó a Sarah en Louisville (Kentucky) el 17 de junio, pese al rechazo de Taylor. Su renuncia a su puesto de oficial se hizo efectiva a los pocos días, el 30 del mes.
Por entonces Joseph ya se había asentado como hacendado y poseía la plantación de Hurricane con unos siete kilómetros cuadrados de tierras a lo largo del río Misisipí, en un meandro de este a unos treinta y dos kilómetros al sur de Vicksburg. La finca colindante se llamaba Brierfield, por hallarse cubierta de arbustos y escaramujos (brier). Para tener cerca a Davis y a su nueva esposa, Joseph les entregó la propiedad en usufructo, que se transformó en la plantación de Brierfield.
En agosto de 1835, Jefferson y Sarah fueron a pasar la canícula a la casa de la hermana de aquel, Anna, en la parroquia de West Feliciana en Luisiana, en la plantación de Locust Grove. Aunque deseaban alejarse del Misisipí por razones de salud, ambos contrajeron malaria o fiebre amarilla. Sarah falleció el 15 de septiembre de 1835, con veintiún años y tras apenas tres meses de casada. Davis también estuvo gravemente enfermo, y la familia creyó incluso que podría morir. Fue recuperándose paulatinamente durante el mes posterior al fallecimiento de su esposa.
A finales de año, partió de Nueva Orleans a La Habana para reponerse completamente de la enfermedad, acompañado de su único esclavo, James Pemberton. Se dedicó a observar las disposiciones militares españolas en la ciudad, lo que llamó la atención de las autoridades, que conocían su pasado militar, y le hicieron abandonar lo que no debió de ser más que un pasatiempo. Aburrido y ya mejor de salud, viajó a Nueva York y luego a Washington D. C., donde visitó a su antiguo condicípulo George Wallace Jones. A continuación volvió con Pemberton a Misisipí.
Durante los años siguientes, Davis tuvo escasa vida social; se dedicó fundamentalmente a limpiar Brierfield, poner en marcha su plantación, estudiar administración e historia y tener charlas políticas con su hermano Joseph. Compró dieciséis esclavos a principios de 1836; en 1840 tenía ya cuarenta y setenta y cuatro en 1845. Hizo a Pemberton capataz. En 1860, tenía ya ciento trece esclavos.
Entró en política en 1840: asistió a una reunión del Partido Demócrata en Vicksburg que lo eligió delegado para la convención que se iba a celebrar en Jackson, decisión que lo sorprendió. Participó en la convención en 1842 y al año siguiente era ya candidato a diputado en la circunscripción de Warren-Vicksburg, aunque fue derrotado en los comicios. Volvió a participar en la convención del partido en 1844; para entonces tenía ya gran interés en la política. Fue uno de los seis electores presidenciales en las elecciones de 1844 y recorrió el estado de Misisipi apoyando al candidato demócrata James K. Polk.

## Segundo matrimonio, familia y diputado

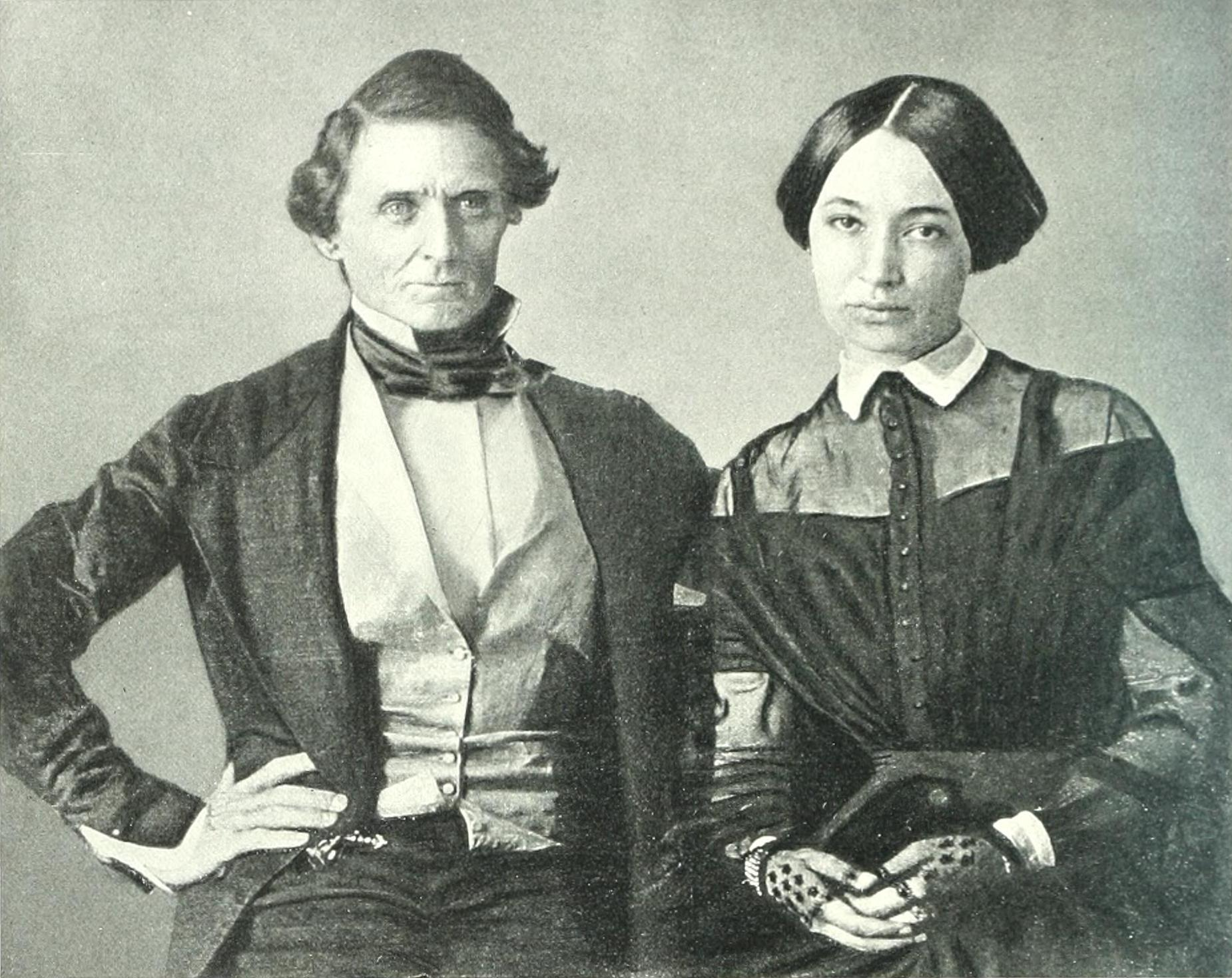
Daguerrotipo nupcial de Jefferson Davis y su segunda mujer, Varina Howell, en 1845.

Ese mismo año, conoció a Varina Banks Howell, de dieciocho años, invitada de su hermano Joseph en la plantación de Hurricane durante las fiestas navideñas. Era nieta del gobernador de Nueva Jersey Richard Howell, pero su familia materna provenía de sur y en ella había prósperos hacendados de origen irlando-escocés. Por entonces Davis contaba con treinta y cinco años de edad y menos de un mes después pidió la mano de Varina; se comprometieron pese a las dudas de la familia de ella, preocupada por la edad del viudo y sus opiniones políticas y se casaron el 26 de febrero de 1845.

### Diputado
Por entonces convencieron a Davis para que se postulase candidato a la Cámara Baja, por lo que comenzó a hacer campaña. Viajó a Woodville a dar un discurso a principios de octubre de 1845. Aunque llegó con un día de antelación para poder visitar a su madre, resultó que esta había fallecido justo el día anterior. Tras el entierro, cabalgó casi sesenta y cinco kilómetros hasta Natchez para comunicar la noticia y luego regresó a Woodville para dar el discurso previsto. Acabó ganando los comicios, por lo que fue diputado de la vigésimo novena legislatura estadounidense.

### Prole
Jefferson y Varina tuvieron seis hijos: tres murieron en la infancia. Samuel Emory nació el 30 de julio de 1852 y fue bautizado con el nombre del abuelo paterno; murió el 30 de junio de 1854, de enfermedad desconocida. Margaret Howell nació el 25 de febrero de 1855, y fue el único de los vástagos que se casó y tuvo descendencia. Desposó a Joel Addison Hayes, Jr. (1848-1919), con el que tuvo cinco hijos. Se casaron en la iglesia episcopaliana de San Lázaro, apodada «la iglesia de los oficiales confederados», en Memphis. Se mudaron a Colorado Springs (Colorado) a finales de siglo. Margaret falleció el 18 de julio de 1909.
Jefferson Davis, Jr. nació el 16 de enero de 1857. Murió con veintiún años de fiebre amarilla el 16 de octubre de 1878, en una epidemia que aquejó al valle del Misisipí y causó unos veinte mil muertos. Joseph Evan vino al mundo el 18 de abril de 1859 y murió cinco años después por una caída accidental el 30 de abril de 1864. William Howell nació el 6 de diciembre de 1861 y recibió el nombre de su abuelo materno; pereció de difteria con apenas diez años el 16 de octubre de 1872. Varina Anne, a quien la familia llamaba Winnie, nació el 27 de junio de 1864, unos meses después de la muerte de su hermano Joseph. Se la conoció como la «hija de la Confederación» porque nació durante la guerra de Secesión. Permaneció soltera porque la familia le prohibió casarse con un norteño de familia abolicionista. Falleció nueve años después que su padre, el  18 de septiembre de 1898. Además de los hijos de la familia, el matrimonio acogió brevemente a Jim Limber, mestizo con un bisabuelo negro.
Davis tuvo mala salud: sufría periódicamente de malaria, fue herido varias veces en la intervención estadounidense en México y tenía una infección ocular crónica que le hacía rehuir la luz intensa, que le resultaba dolorosa. Tenía además neuralgia trigeminal, enfermedad nerviosa que causa agudos dolores en el rostro.

## Invasión estadounidense de México
La invasión a México estalló en 1846 y Davis reclutó un regimiento de voluntarios, el 155.º, el de Fusileros del Misisipí, del que fue coronel y que sirvió a las órdenes del antiguo suegro de Davis, el general Zachary Taylor. El regimiento partió por mar de Nueva Orleans a Texas el 21 de julio. Davis trató de obtener rifles M1841; por entonces el armamento habitual del infante era el mosquete de ánima lisa y las unidades que poseían rifles eran escasas y recibían el nombre de fusileros. El presidente James K. Polk le prometió a Davis las armas que deseaba si este permanecía en la Cámara baja el tiempo suficiente para poder votar a favor de la propuesta de ley sobre aranceles. El general Winfield Scott, sin embargo, se opuso a que se el entregasen unas armas que consideraba aún poco probadas, pero Davis insistió en ello e hizo valer la promesa del presidente, por lo que finalmente consiguió los rifles, que resultaron muy efectivos. La unidad se conoció como la de Fusileros del Misisipí por ser la primera que se dotó por completo de este tipo de arma. La desavenencia por el armamento enemistó a Davis y Scott de por vida.
Davis participó en la batalla de Monterrey en septiembre de 1846, en la que dirigió una carga victoriosa contra el fuerte de La Tenería. El 28 de octubre renunció a su acta de diputado. El 22 de febrero de 1847 se distinguió en la batalla de Buena Vista; fue herido en el pie y Robert H. Chilton hubo de retirarlo del campo de batalla. Se afirma que Taylor, admirado por la gallardía e ímpetu de Davis, le confesó: «Señor, mi hija resultó ser mejor juzgando a los hombres de lo que fui yo». El presidente Polk le ofreció el 17 de mayo el grado de general de brigada y el mando de una brigada de milicianos, que Davis rechazó arguyendo que la Constitución estadounidense solo permite hacer tal nombramiento a los estados y no al Gobierno federal.

## Vuelta a la política

### Senador

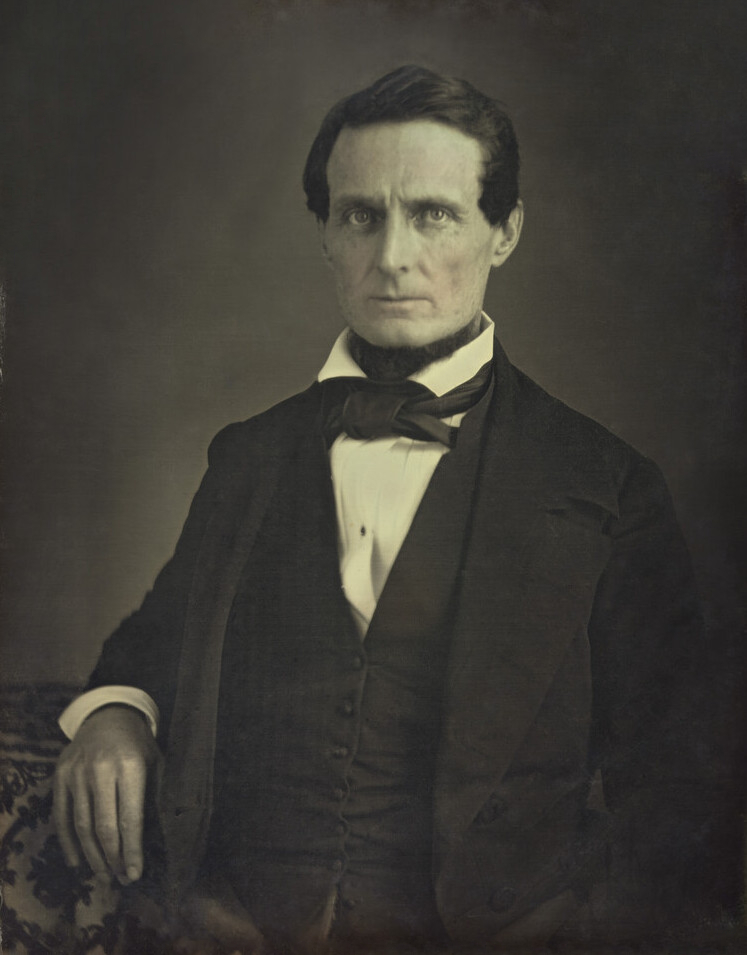
Jefferson Davis hacia 1847, cuando tenía unos treinta y nueve años.

Por sus servicios en la guerra, el gobernador de Misisipí Albert G. Brown lo nombró para ocupar en el Senado de los Estados Unidos el puesto vacante del difunto Jesse Speight, legislador demócrata que había fallecido el 1 de mayo de 1847. Davis, que también era demócrata, recogió el acta el 5 de diciembre y en enero de 1848 obtuvo el respaldo de las Cortes estatales para mantenerla durante los dos años de legislatura que quedaban. También en diciembre, ingresó en la junta de administración del Instituto Smithsoniano, en el comité de Asuntos Militares y en el de la Biblioteca del Congreso.
En 1848, presentó una enmienda al Tratado de Guadalupe Hidalgo para anexar al país casi todo el noreste mexicano, pero la propuesta fue rechazada por cuarenta y cuatro votos a once. Los sureños deseaban obtener territorio mexicano para extender la esclavitud. Sobre Cuba, Davis declaró que debían apoderarse de la isla para aumentar las circunscripciones esclavistas del país; temía además que la posesión española en el Caribe supusiese una amenaza para la Florida estadounidense.
Narciso López, un aventurero venezolano que encabezaba una banda de revolucionarios cubanos que deseaban acabar con la soberanía española en Cuba, buscaba un militar estadounidense para mandar una expedición contra la isla. Los independentistas primero ofrecieron el mando al general William J. Worth, que falleció antes de darles una respuesta. López visitó a Davis en el verano de 1849, y le pidió que tomase el mando de la incursión, ofreciéndole a cambio un pago inmediato de cien mil dólares (unos dos millones de comienzos del siglo XXI)) y otro tanto cuando la isla fuese liberada. Davis rehusó la oferta, alegando que era incompatible con su cargo de senador. Se le preguntó entonces quién creía que podría dirigir la operación, a lo que Davis contestó que Robert E. Lee, a la sazón mayor destinado en Baltimore; López se puso en contacto con este, que también rechazó el ofrecimiento por considerarlo irreconciliable con su puesto en el Ejército.
El Senado nombró a Davis presidente del Comité de Asuntos Militares el 3 de diciembre de 1849, en la primera sesión de la trigésimo primera legislatura. El 29 del mes las Cortes de Misisipí —como disponía por entonces la Constitución estadounidense— lo escogieron senador durante los seis años de legislatura. Pero apenas llevaba un año en el cargo cuando dimitió en septiembre de 1851 para presentarse al cargo de gobernador de Misisipí, haciendo campaña contra el pacto de 1850. El senador Henry Stuart Foote lo venció por novecientos noventa y nueve sufragios. Aunque la derrota le privó de cualquier cargo, no dejó la política. Participó en una convención sobre los derechos de los estados que se celebró en Jackson (Misisipi) en enero de 1852. Hizo campaña en varios estados sureños en favor de los candidatos demócratas Franklin Pierce y William R. King en las elecciones presidenciales de 1852.

### Ministro de Defensa

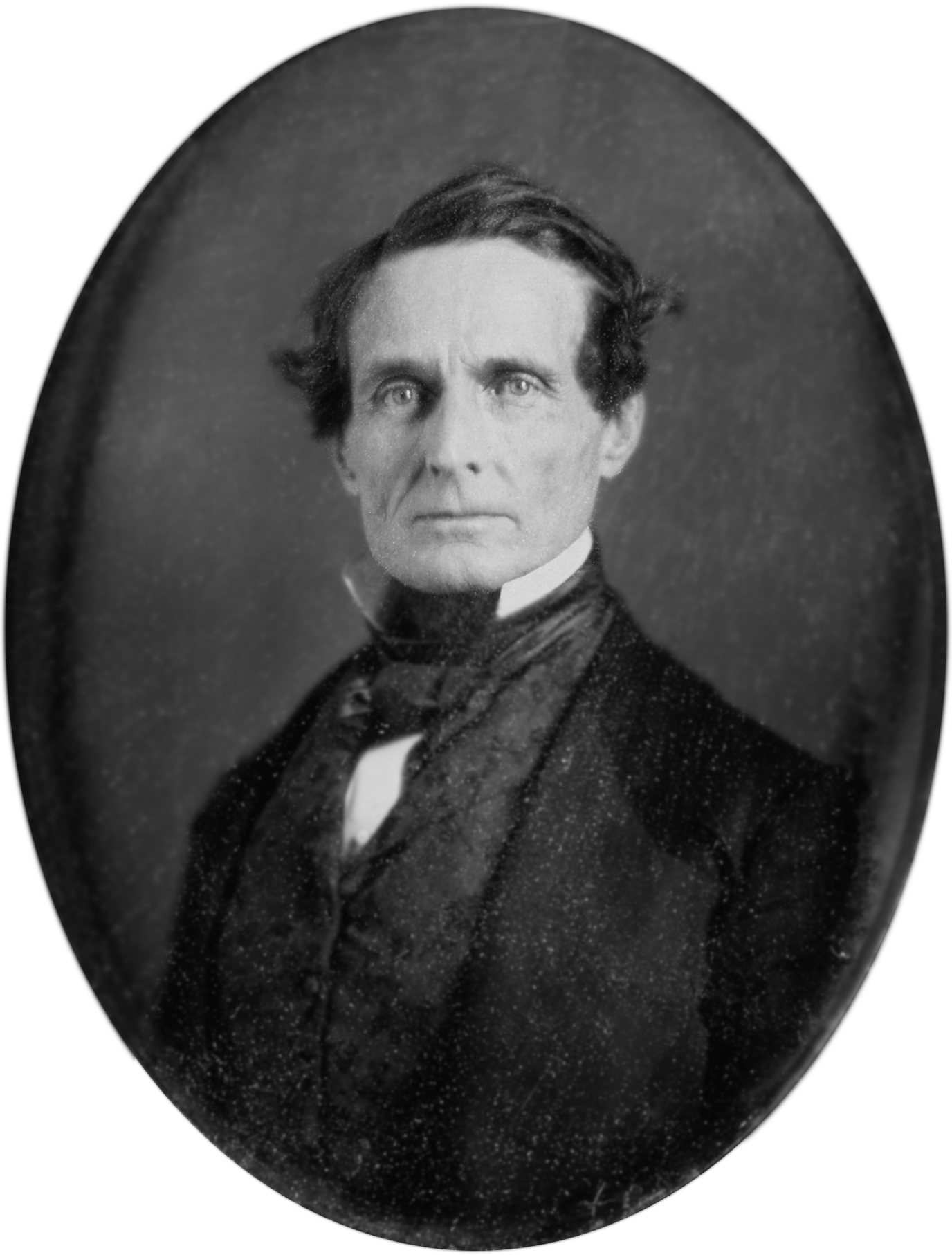
Jefferson Davis hacia 1853

Franklin Pierce acabó venciendo en los comicios y nombró a Davis secretario de Guerra en 1853. Durante el tiempo que este desempeñó el cargo, comenzaron los estudios sobre el trazado del primer ferrocarril transcontinental de Estados Unidos. También favoreció la compra de La Mesilla a México, en parte porque la zona facilitaba el trazado sureño del ferrocarril, y que finalmente se verificó en diciembre de 1853. Consideraba que el tamaño del Ejército era insuficiente y que se debía aumentar el salario de los militares, que no había variado en veinticinco años, petición que fue aprobada por el Congreso. Las Cortes también decidieron crear cuatro nuevos regimientos que hicieron que el Ejército pasase de once a quince mil hombres aproximadamente. Davis también implantó el uso del fusil en las unidades, que había resultado un arma muy eficaz en la guerra con México. La capacidad militar y el ánimo de la tropa mejoraron como resultado de estas medidas. Davis participó asimismo en obras públicas porque el presidente le encomendó la dirección de la construcción del acueducto de Washington y la expansión del Capitolio, labores que supervisó en detalle. El mandato de Pierce acabó en 1857 cuando este perdió la candidatura demócrata, que obtuvo James Buchanan. El cargo de Davis debía terminar con el del presidente, por lo que decidió presentarse al Senado; fue elegido y volvió a la Cámara Alta el 4 de marzo de 1857.

### De nuevo senador
La tensión entre el norte y el sur del país se agudizó en la década de 1840 a causa de distintos asuntos, entre ellos la esclavitud. La Enmienda Wilmot de 1846 coadyuvó a tensar las relaciones; si hubiese sido aprobada, hubiese imposibilitado que la esclavitud se extendiese por los territorios obtenidos de México. El pacto de 1850 mejoró temporalmente la situación, pero el caso de Dred Scott, que juzgó el Tribunal Supremo en 1857, atizó el debate público. El juez Roger Taney sentenció que el pacto de Misuri era inconstitucional y que los negros no eran ciudadanos según la Constitución. El fallo desató la indignación en el norte, al tiempo que en el sur empezaba a crecer el deseo de secesión.
Davis tuvo que dejar temporalmente el trabajo en el Senado a principios de 1858 a causa de una grave enfermedad que empezó como un intenso constipado y acabó por poner en riesgo la visión del ojo izquierdo. Hubo de permanecer un mes en una habitación en penumbra. El verano de 1858 lo pasó en Portland (Maine) y el Día de la Independencia dio un discurso contrario a la secesión en un barco anclado cerca de Boston. Reiteró la necesidad de mantener la unión de los estados en otro discurso que dio el 11 de octubre en el Faneuil Hall bostoniano, pocos días antes de reanudar su trabajo en el Senado.
Como explicó en sus memorias The Rise and Fall of the Confederate Government (Auge y caída del Gobierno confederado), Davis creía que cada estado era soberano y tenía un derecho inalienable a abandonar la unión. Sin embargo, abogaba por postergar la medida porque no creía que el norte permitiese ejercer el derecho de secesión sin reaccionar violentamente. Sabía además que el sur carecía de medios militares para defenderse por su paso por el Ministerio de Defensa en tiempos del presidente Pierce. Los acontecimientos se aceleraron tras la elección de Abraham Lincoln en las elecciones de 1860: Carolina del Sur aprobó la secesión el 20 de diciembre y Misisipí hizo lo propio el 9 de enero de 1861. Davis había previsto la medida, pero esperó hasta recibir la notificación oficial y el 21 de enero, día que calificó como el más triste de su vida, dio un discurso de despedida en el Senado, renunció a su acta y volvió a Misisipí.
La Iglesia episcopal en los Estados Unidos también se dividió en 1861 y Davis pasó a formar parte de la nueva Iglesia episcopal de los Estados Confederados de América. En el tiempo que fue presidente de la Confederación, asistía a los servicios religiosos de la iglesia episcopal de San Pablo, en Richmond (Virginia). Las dos iglesias volvieron a formar una sola en 1865.

## Presidente de la Confederación

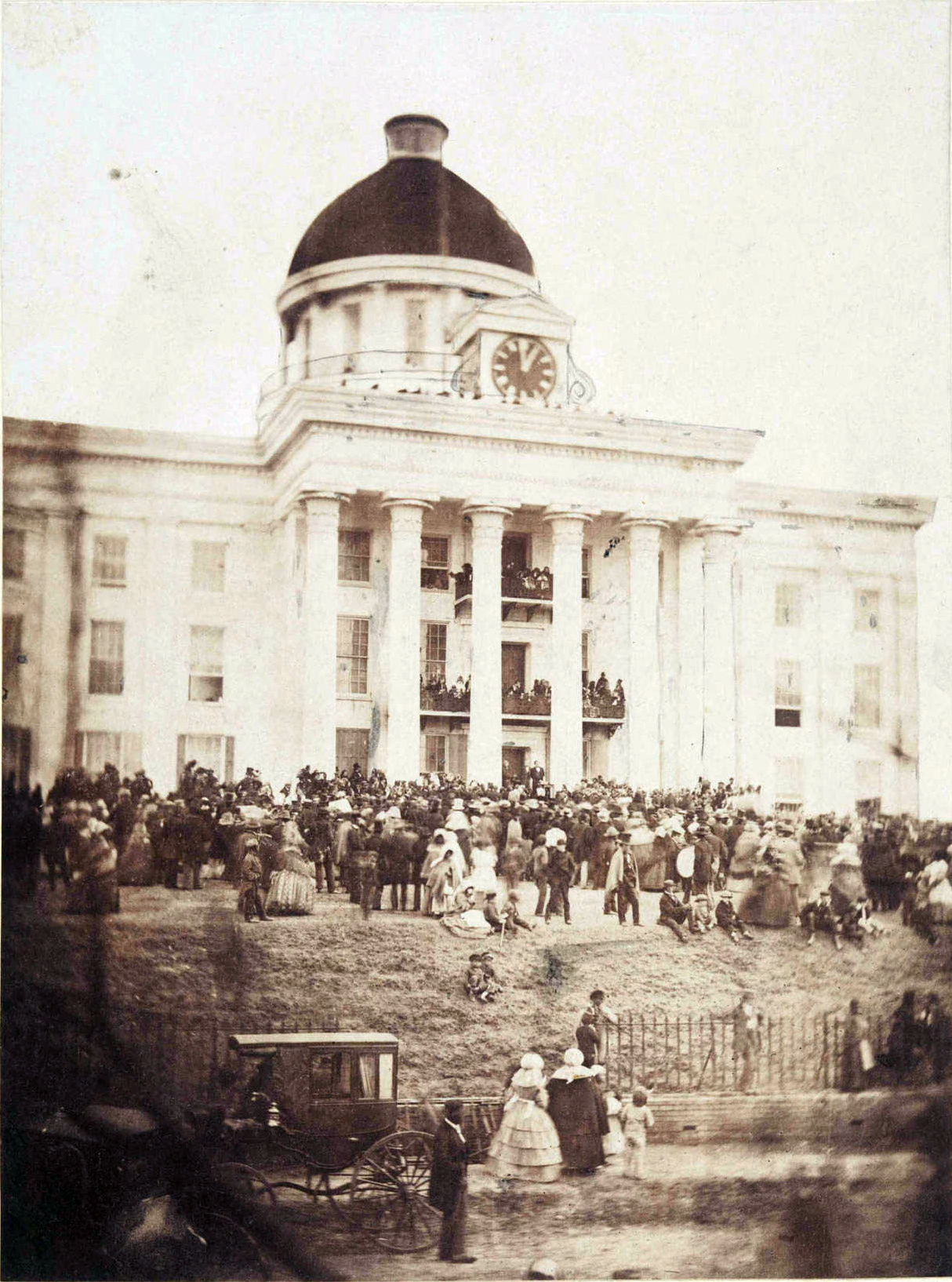
Juramento de Davis como presidente provisional confederado el 18 de febrero de 1861, a las puertas del Capitolio de Alabama.

Como preveía que Misisipí requiriese sus servicios tras haber abandonado la unión, Davis envió un telegrama al gobernador John J. Pettus en el que le solicitaba que le diese el puesto en el que pensase que podía ser de mayor utilidad. Pettus lo nombró general de división al frente del Ejército del Misisipi el 3 de enero de 1861. El 9 de febrero hubo una reunión en Montgomery (Alabama) en la que se estudió si la presidencia de la confederación debía recaer en Davis o en el georgiano Robert Toombs. Davis obtuvo el apoyo de seis de los siete estados confederados. Considerado el campeón de la sociedad esclavista y encarnación de los valores de los hacendados de las plantaciones, fue elegido presidente confederado por aclamación. Su mandato comenzó el 18 de febrero de 1861. Los reunidos escogieron por vicepresidente a Alexander H. Stephens, que mantuvo tirantes relaciones con Davis.
Davis se impuso por su destacado historial político y experiencia militar. Deseaba ser general en jefe de los ejércitos confederados, pero indicó que serviría a la Confederación en el cargo que le asignasen. Su esposa afirmó luego que cuando leyó el telegrama en el que le anunciaron su elección como presidente parecía tan entristecido que creyó que alguna desgracia había golpeado a la familia.
Varias fortificaciones en territorio de la Confederación seguían todavía en poder de la Unión. Davis despachó una delegación a Washington para ofrecerse a comprar las propiedades federales en el sur y a pagar la parte de la deuda nacional correspondiente a los estados que habían abandonado la unión, pero Lincoln se negó incluso a reunirse con los emisarios. Sí trataron estos oficiosamente con el secretario de Estado William Seward merced a la mediación del juez del Tribunal Supremo John A. Campbell, que luego dimitió del cargo por ser de Alabama. Seward insinuó que  fuerte Sumter iba a ser evacuado, pero no dio garantías sobre cuándo se verificaría la operación.
Davis nombró al general P. G. T. Beauregard jefe de las unidades confederadas apostadas cerca de Charleston (Carolina del Sur) en 1 de marzo de 1861; los funcionarios de la ciudad se aprestaban a tomar por la fuerza el fuerte Sumter. Beauregard debía tener sus tropas listas para la operación, pero no atacar la fortificación hasta que se le ordenase. En el fuerte el principal problema no era político, sino alimentario: los soldados de la guarnición solo tenían víveres hasta el 15 del mes. La pequeña guarnición unionista estaba compuesta por media docena de oficiales y ciento veintisiete soldados, todos al mando del mayor Robert Anderson. Lincoln, que acababa de tomar posesión de la presidencia estadounidense, no deseaba precipitar las hostilidades con los estados sureños, por lo que informó al gobernador Pickens de Carolina del Sur de que iba a enviar una flotilla desde Nueva York a reavituallar a las guarniciones de fuerte Pickens (Florida) y fuerte Sumter, pero que los barcos no transportarían tropas para reforzar las fortificaciones. Sin embargo, Lincoln no advirtió a Davis, ya que consideraba que este era un rebelde sin cargo alguno en los Estados Unidos. Tratar con él hubiese supuesto legitimar la Confederación. El presidente estadounidense aseguró a Pickens que la flotilla no desembarcaría ni tropas ni armamento a menos que fuese atacada. Finalmente, la operación no se llevó a cabo: cuando la escuadra se acercaba al puerto de Charleston, los confederados emprendieron el bombardeo del fuerte Sumter y los barcos se limitaron a contemplar el ataque desde unos quince kilómetros mar adentro.
Davis tuvo entonces que decidir si permitía o no el reabastecimiento de Sumter. Finalmente el Gobierno confederado optó por exigir la rendición de la guarnición y, en caso de que esta no capitulase, impedir todo socorro a la fortaleza. Anderson, no obstante, se negó a rendirse, por lo que Beauregard bombardeó el fuerte al amanecer del 12 de abril, con el beneplácito de Davis. El bombardeo continuó hasta la rendición del fuerte el 14 de abril. Aunque el ataque no causó víctimas, marcó el comienzo de la guerra. El presidente Lincoln despachó a setenta y cinco mil milicianos al sur para recuperar el fuerte. Tanto en el norte como en el sur hubo grandes manifestaciones para exigir la declaración de guerra al adversario, que efectivamente estalló.

### Supervisión de la guerra
Davis trasladó el gobierno a Richmond en mayo de 1861, después de que Virginia se uniese a la Confederación. Se mudó con su familiar a la Casa Blanca confederada ese mismo mes. Había desempeñado interinamente el cargo desde febrero, pero el 6 de noviembre fue elegido oficialmente con un mandato de seis años y tomó posesión del cargo el 22 de febrero de 1862.
Al principio de la guerra, el norte tenía una población de veintiún millones de personas frente a los nueve del sur. La población norteña era casi completamente blanca, mientras que en la del sur abundaba la negra, tanto libre como esclava. La libre, pese a serlo, no podía servir en el ejército, reservado a la población blanca. A muchos sureños les aterrorizaba la posibilidad de que los negros se armasen. En total excluyendo a los niños y a los ancianos, la Confederación podía movilizar a menos de dos millones de hombres blancos. El nuevo Estado tenía además que vigilar a los casi cuatro millones de esclavos negros, que tenían tirantes relaciones con sus amos. La capacidad industrial del norte era muy superior a la del sur: casi todas las locomotoras, vapores y maquinaria industrial se fabricaba en el norte. Este gozaba además de una red ferroviaria mucho mayor y mejor integrada. Por añadidura, casi todas las fábricas de munición estaban en el norte y el sur tenía pocas existencias de algunos de los componentes esenciales de la pólvora.

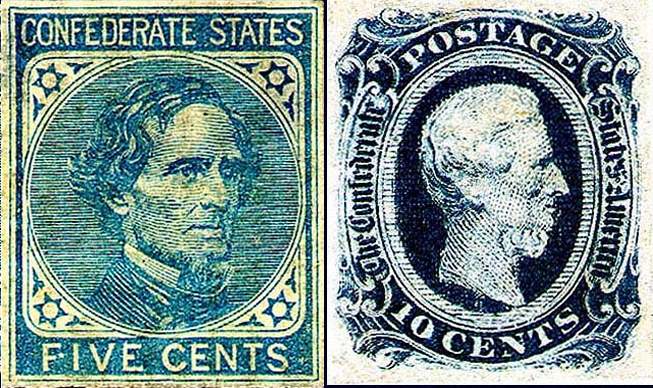
Jefferson Davis en sellos confederados.

Gran parte de las vías ferroviarias del sur eran de un solo sentido y habían sido tendidas simplemente para transportar las balas de algodón a los puertos fluviales en época de cosecha. A menudo no tenían conexión entre sí, lo que complicaba el envío de material entre unas regiones y otras. Si la Unión contaba con una gran Armada, la Confederación apenas contaba con algunas presas y unos pocos barcos de reciente construcción. Aunque estos se distinguieron en los combates, terminaron hundidos o abandonados; el grueso de los ríos y los puertos quedó en manos de la Unión. Los corsarios confederados sí que infligieron graves estragos en el comercio enemigo e hicieron aumentar enormemente las primas de los seguros de los fletes. El bloqueo de la costa confederada, por su parte, encareció también las importaciones, que debían llevarse a cabo en buques que se arriesgasen a burlarlo. Pese a la acuciante necesidad de ciertas materias primas necesarias para librar la contienda, el grueso de las importaciones no fueron de material bélico, sino de objetos de lujo europeos que los más privilegiados traían para sobrellevar las horribles condiciones de vida que impuso la guerra.
Davis tuvo que sustituir al general Joseph E. Johnston al frente del Ejército de Virginia del Norte por Robert E. Lee en junio de 1862, cuando aquel fue herido en los combates. Este ejército era el principal de los confederados en el frente septentrional. En diciembre de ese año, Davis hizo una gira por el frente occidental. Contaba con un reducido grupo de asesores militares y casi todas las decisiones estratégicas las tomaba en solitario, aunque respetaba mucho las opiniones del general Lee. Decidió mantenerse a la defensiva, dada la superioridad enemiga en medios, opción que mantuvo hasta el final del conflicto. Prestó especial atención a la defensa de la capital, Richmond. No obstante, aprobó las ofensivas de Lee cuando consideró que  la victoria podría desanimar al norte y favorecer a los partidarios de la paz en el bando enemigo. Las distintas campañas de invasión del norte acabaron, empero, en derrota. Tanto la cruenta batalla de Antietam en Maryland como la incursión en Kentucky de 1862 privaron al sur de soldados y oficiales que no podía sustituir. La última ofensiva culminó en los tres días de combates de la sangrienta batalla de Gettysburg, en Pensilvania, 1863, que debilitó todavía más al sur. La tecnología y la munición de la época daban ventaja a los que adoptaban la estrategia defensiva, la que había escogido acertadamente Davis al principio de la guerra.

### Administración y Gobierno

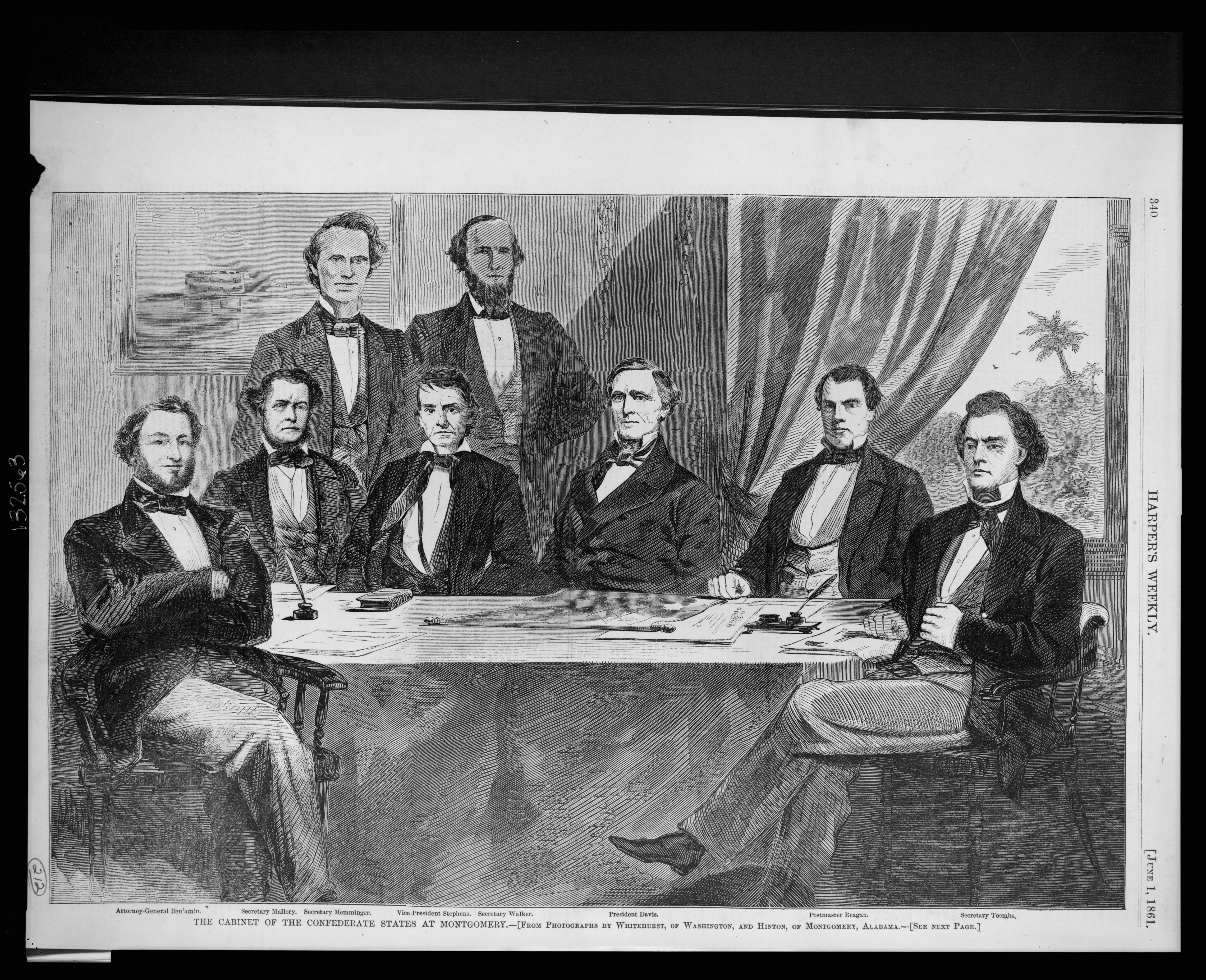
El primer Gobierno confederado. De izquierda a derecha Judah P. Benjamin, Stephen Mallory, Christopher Memminger, Alexander H. Stephens, LeRoy Pope Walker, Jefferson Davis, John H. Reagan y Robert Toombs.

El primer Consejo de Ministros confederado se formó cuando Davis era aún presidente interino. Robert Toombs, oriundo de Georgia, fue el primer secretario de Estado y Christopher Memminger, de Carolina del Sur, el primer secretario del Tesoro. LeRoy Pope Walker, de Alabama, fue el secretario de Guerra, por recomendación de Clement Clay y William Yancey, que habían rechazado ingresar en el gabinete. John Reagan, de Texas, fue el director general del Servicio Postal y Judah P. Benjamin, de Luisiana, el fiscal general. La delegación de Florida no postuló a su paisano Stephen Mallory al puesto de secretario de Marina, pero Davis insistió en que era el más adecuado para el cargo, que finalmente obtuvo.
Como la Confederación se había formado al menos en parte por el deseo de respetar los derechos de los distintos estados, Davis se esforzó porque el Consejo de Ministros contase con representación de los distintos territorios. Para la selección de personal se apoyó en los consejos de diputados y otras personalidades, medida que también facilitó las relaciones entre los poderes legislativo y ejecutivo. Sin embargo, como finalmente hubo más estados confederados que puestos ministeriales, hubo quejas de los estados excluidos del Gobierno.
Este descontento se agudizó con el paso del tiempo y produjo numerosos cambios en el Consejo de Ministros. Toombs, que había deseado para sí el cargo de presidente, se sentía frustrado en un puesto meramente consultivo y acabó dimitiendo a los pocos meses e ingresando en el Ejército. Robert Hunter, virginiano, lo sustituyó como secretario de Estado el 25 de julio de 1861. Por su parte, Walker renunció de su cargo de secretario de Guerra el 17 de septiembre por desacuerdos con Davis, que había criticado su gestión y sugerido que asumiese otra cartera ministerial. Walker solicitó y obtuvo el mando de las tropas desplegadas en Alabama. Benjamin abandonó el cargo de fiscal general para asumir la cartera de Defensa y Thomas Bragg, de Carolina del Norte y hermano del general Braxton Bragg, fue nombrado para sustituirlo en la fiscalía.

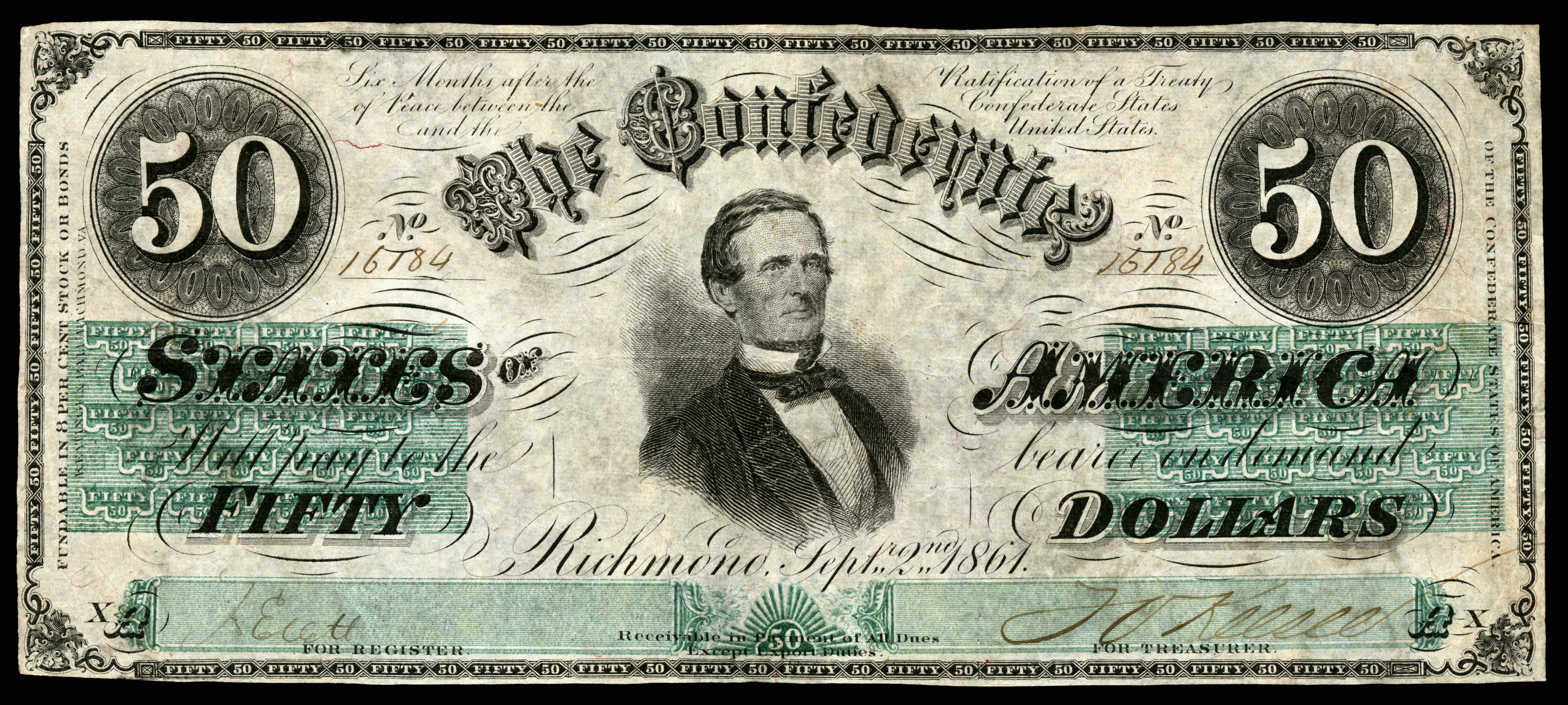
El primer billete en el que apareció la efigie de Davis: el billete confererado de cincuenta dólares de 1862, impreso entre abril y diciembre de 1862.

Davis presentó un nuevo Gobierno en marzo de 1862, tras las elecciones de noviembre del año anterior en las que obtuvo la victoria y con ella la confirmación en el cargo. Benjamin pasó a ser secretario de Estado; George W. Randolph, virginiano, encabezó la cartera de Guerra; Mallory siguió al frente de la de Marina y Reagan al frente de Correos. Estos dos últimos se mantuvieron en sus cargos hasta el final de la guerra. Memminger conservó el Tesoro y Thomas Hill Watts, de Alabama, pasó a ser el nuevo fiscal general.
Randolph dimitió en 1862 y otro virginiano, James Seddon lo sustituyó. Watts dejó la fiscalía general a finales de 1863 para asumir el gobierno de Alabama; el nuevo fiscal general fue George Davis de Carolina del Norte. Memminger dejó el Tesoro en 1864 por la oposición parlamentaria a su gestión; la cartera pasó a George Trenholm, de Carolina del Sur. La oposición en el Congreso fue también la responsable de la dimisión de Seddon en 1865; el Ministerio de Defensa pasó a encabezarlo entonces John C. Breckinridge, de Kentucky.
La base de la economía sureña y la principal exportación de la región era el algodón, producido mediante trabajo esclavo. Para Davis, fue palmario desde el principio del conflicto que la supervivencia de la Confederación dependía de la intervención en su favor de las potencias europeas. Su Gobierno envió en efecto varias delegaciones a Europa, sin lograr el apoyo de la diplomacia europea. La Confederación creyó erróneamente que el bloqueo al que la sometió la Unión desbarataría la exportación de algodón a Europa e impelería a esta a intervenir en el conflicto; no fue así, y las potencias europeas permanecieron neutrales. Muchos de los países europeos se oponían a la esclavitud. El Reino Unido la había abolido en la década de 1830, y la proclamación de Emancipación que hizo Lincoln en 1863 hizo aún menos probable el respaldo europeo a la Confederación. El progresivo empeoramiento de la situación militar confederada hizo que las potencias fuesen perdiendo confianza en que el nuevo Estado pudiese permanecer independiente. Finalmente, ninguna nación reconoció a la Confederación.

### Defectos como presidente en tiempo de guerra

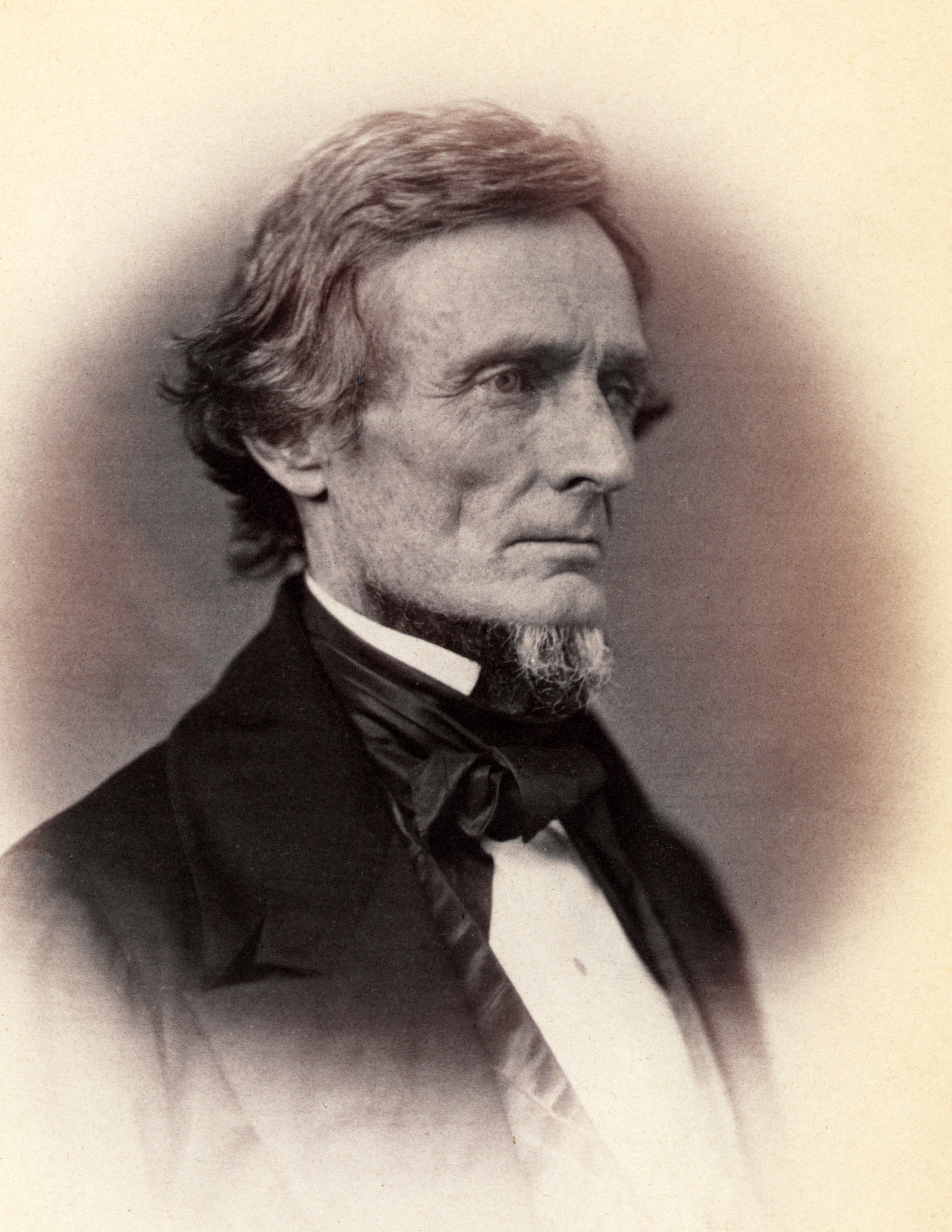
Davis en 1859

La mayoría de los historiadores critican severamente la estrategia militar de Davis, el nombramiento de amigos para los mandos del Ejército y su pasividad ante las crisis que se desataron en la retaguardia. No nombró a un general en jefe hasta muy avanzada la contienda y hasta entonces prefirió llevar él mismo las tareas correspondientes. Gran parte de la oficialidad, del Parlamento y de la población en general, lo odiaban.
Finalmente fue Lee quien asumió el nuevo puesto de general en jefe de los ejércitos confederados, el 31 de enero de 1865, cuando ya la situación militar era desesperada. Davis abogó por defender por igual todos los territorios confederados, lo que conllevaba desperdigar las fuerzas y le permitió a la Unión abordar cruciales ofensivas en el frente occidental, como la conquista de Nueva Orleans a comienzos de 1862. Otras decisiones controvertidas del presidente confederado fue el permitir a Lee invadir el norte en 1862 y 1863, cuando la situación en el frente occidental era acuciante. Cuando Lee resultó en Gettysburg, la Confederación perdió también Vicksburg, la Unión se hizo con el control del Misisipí y partió en dos el territorio enemigo. La incapacidad de Davis para coordinar los ejércitos de Edmund Kirby Smith, Earl Van Dorn y Theophilus H. Holmes o crear un organismo capaz de disponer las unidades facilitó la pérdida de Vicksburg. Durante la campaña de Franklin-Nashville, advirtió al general Beauregard que Kirby Smith no estaba dispuesto a colaborar con él.
A Davis se le ha acusado de incapacidad para coordinar las operaciones militares y tratar con los generales. Se negó a medir en la disputa entre Leonidas Polk, amigo suyo, y Braxton Bragg, que había sido batido en varias batallas importantes y que no inspiraba confianza en sus subordinados. Tampoco relevó a Joseph E. Johnston, considerado buen oficial pero demasiado cauto, hasta el 1 de marzo de 1865; lo sustituyó por John Bell Hood, de Kentucky como él y que compartía con Davis la preferencia por operaciones más ofensivas.
Aunque Davis pronunció discursos ante las tropas y en entornos políticos, soslayó a la gente de a pie, que lo vio inclinado a tratar solo con los ricos y poderosos; no pudo así aprovechar el nacionalismo sureño en su favor. Por añadidura, la intervención económica en forma de regulaciones estatales, control de la mano de obra, de la producción y del transporte fue mucho mayor en la Confederación que en la Unión. Davis no utilizó su cargo pera exaltar a las masas sureñas, sino para que se aprestasen a morir por la nación. Solamente hizo un viaje de dos meses durante la guerra, en el que apenas se reunió con unos cientos de personas; el resto del tiempo lo pasó en Richmond, con escaso contacto con otras personas. Como la tirada de los diarios sureños era muy limitada, la mayoría de la población apenas recibía información favorable a su presidente.
Al principio de la contienda, el Gobierno emitió bonos con el objetivo de financiar los gastos bélicos, pero los ingresos resultaron insuficientes. Por su parte, los impuestos eran menores que en la Unión y se recaudaban con menor eficacia y las inversiones europeas eran también escasas. Según avanzó el conflicto, tanto el Gobierno confederado como los de los distintos estados empezaron a imprimir dinero sin aval, atizando la inflación, que pasó del 60 % en 1861 al 300 % en 1863 y al 600 % en 1864. Davis no parece que comprendiese la gravedad del problema. La falta de alimentos originó disturbios en Richmond en abril de 1863; los pobres saquearon numerosas tiendas para hacerse con comida hasta que Davis aplastó la revuelta mediante la fuerza.
Davis mantenía constantes desavenencias con su vicepresidente y con los gobernadores estatales, que empleaban los derechos de los estados para no ceder el control de sus milicias al Gobierno central y estorbaban la movilización. Se le considera asimismo menos efectivo como dirigente que su adversario, Lincoln, pese a que su experiencia militar era mucho mayor. Davis hubiese preferido ser general y tendía a tratar por sí mismo las labores militares, a diferencia de Lincoln. Según un historiador:

Lincoln era flexible, mientras que Davis era rígido. Lincoln deseaba ganar; Davis, tener razón. Lincoln tenía una percepción global de los objetivos de la Unión, de la que carecía Davis. Lincoln buscó al general que pudiese dirigir las operaciones y se confió el mando, pero Davis no dejó de alternar entre favoritos y se entrometía continuamente en las disposiciones de sus generales, incluso en las de Robert E. Lee. Lincoln dirigió a la nación, mientras que Davis no supo encauzar las energías del sur.
William J. Cooper, Jr.

Distintos factores explican la victoria de la Unión sobre la Confederación; desde el comienzo, Davis admitió que esta se hallaba en desventaja frente al enemigo, pero su actuación la agudizó, a diferencia de la de Lincoln, que favoreció el triunfo del norte.

### El final de la Confederación

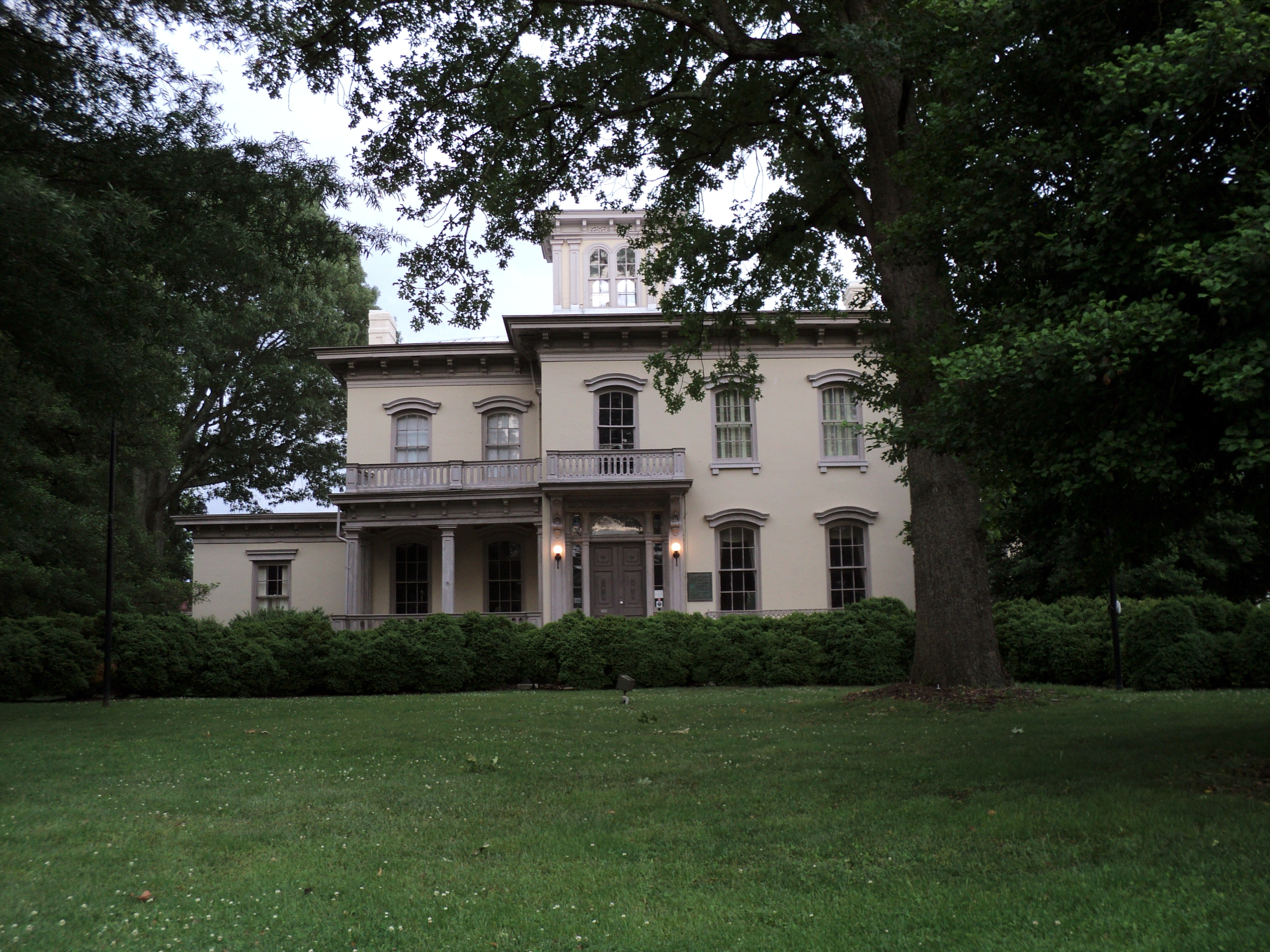
La mansión de William T. Sutherlin en Danville (Virginia), morada pasajera de Jefferson Davis a la que se llamó «el último Capitolio de la Confederación».

La orden del 14 de marzo de 1865 permitió el alistamiento de esclavos en el Ejército confederado, a cambio de la libertad. Aunque la idea se había propuesto años antes, no fue hasta el último año de la contienda cuando Davis la aplicó; el número de esclavos que se alistó fue muy reducido.
El 3 de abril, cuando ya el ejército de Ulysses S. Grant se disponía a conquistar Richmond, Davis escapó a Danville (Virginia) junto con sus ministros en el ferrocarril de Richmond-Danville. Lincoln visitó el abandonado despacho de Davis en Richmond apenas cuarenta horas después. William T. Sutherlin le cedió a Davis su mansión, en la que este residió una semana, del 3 al 10 de abril. En torno al 12 de abril, recibió la carta de Robert E. Lee en la que comunicaba su rendición al enemigo. A continuación, hizo su última declaración en calidad de presidente de la Confederación y partió hacia el sur, a Greensboro (Carolina del Norte).
Hubo una reunión pública en Shreveport (Luisiana) tras la rendición de Lee en la que muchos de los que intervinieron abogaron por continuar la lucha. Se trazaron planes para que el Gobierno confederado se refugiase en La Habana, en la Cuba española, para luego pasar a los territorios al oeste del Misisipí siguiendo el río Bravo, pero no se pusieron en práctica.
Lincoln fue atacado el 14 de abril, y falleció al día siguiente. Davis lamentó su muerte; más tarde afirmó que creía que el difunto hubiese sido más exorable con el sur de lo que lo fue su sucesor en el cargo presidencial, Andrew Johnson. Tras el magnicidio, Johnson ofreció una recompensa de cien mil dólares por el apresamiento de Davis, al que acusó de colusión en la muerte de Lincoln. En las unidades confederadas cundía el desorden, y las unionistas redoblaron los esfuerzos por capturar a Davis.
Este se reunió por última vez con sus ministros el 5 de mayo, en Washington (Georgia); en la sesión quedó disuelto el Gobierno confederado. A la reunión, que tuvo lugar en la Heard house, en el Georgia Branch Bank Building, asistieron catorce funcionarios. Finalmente los soldados de la Unión detuvieron a Davis, su esposa y su escolta (al mando de Given Campbell) el 10 de mayo en  el condado de Irwin, Georgia.

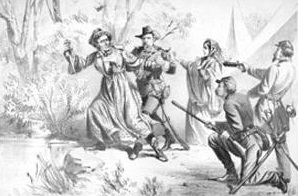
El apresamiento de Jefferson Davis en el New York Daily News del 15 de mayo de 1865

Los periódicos afirmaron que trató de huir enfundado en el abrigo de su esposa, lo que alimentó el rumor de que había intentado escapar disfrazado de mujer y así apareció en algunas caricaturas.
| Predecesor: Cargo creado | Presidente de los Estados Confederados de América 18 de febrero de 1861-5 de mayo de 1865 | Sucesor: Cargo abolido |